# Wojciechówka (powiat miński)
Wojciechówka – wieś sołecka w Polsce, położona w województwie mazowieckim, w powiecie mińskim, w gminie Siennica.
| SIMC    | Nazwa       | Rodzaj    |
| ------- | ----------- | --------- |
| 0687385 | Teklin      | część wsi |
| 0687391 | Zygmuntówka | część wsi |

W latach 1975–1998 wieś należała administracyjnie do województwa siedleckiego.
Wierni kościoła rzymskokatolickiego należą do parafii św. Stanisława Biskupa Męczennika w Siennicy.